# ILiad

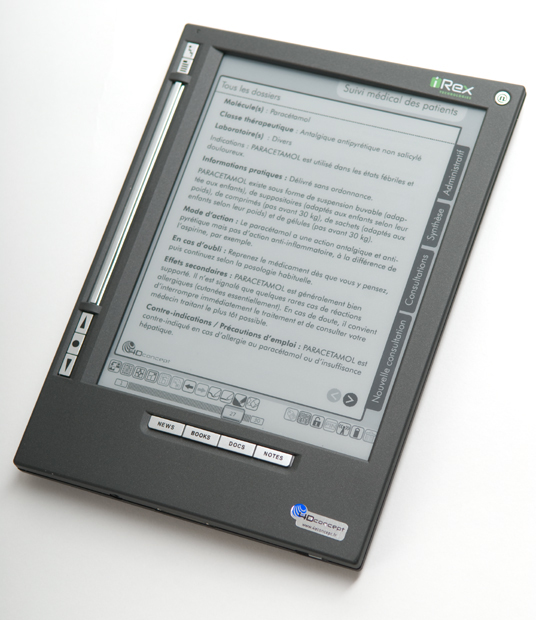
iLiad

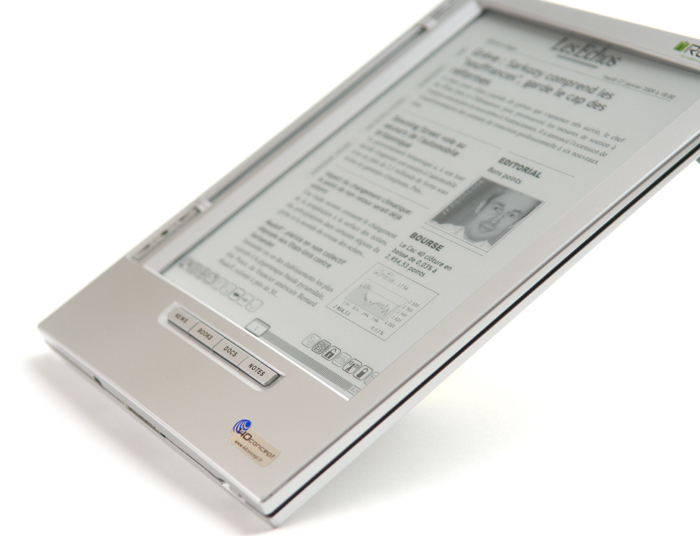
iLiad Book Edition

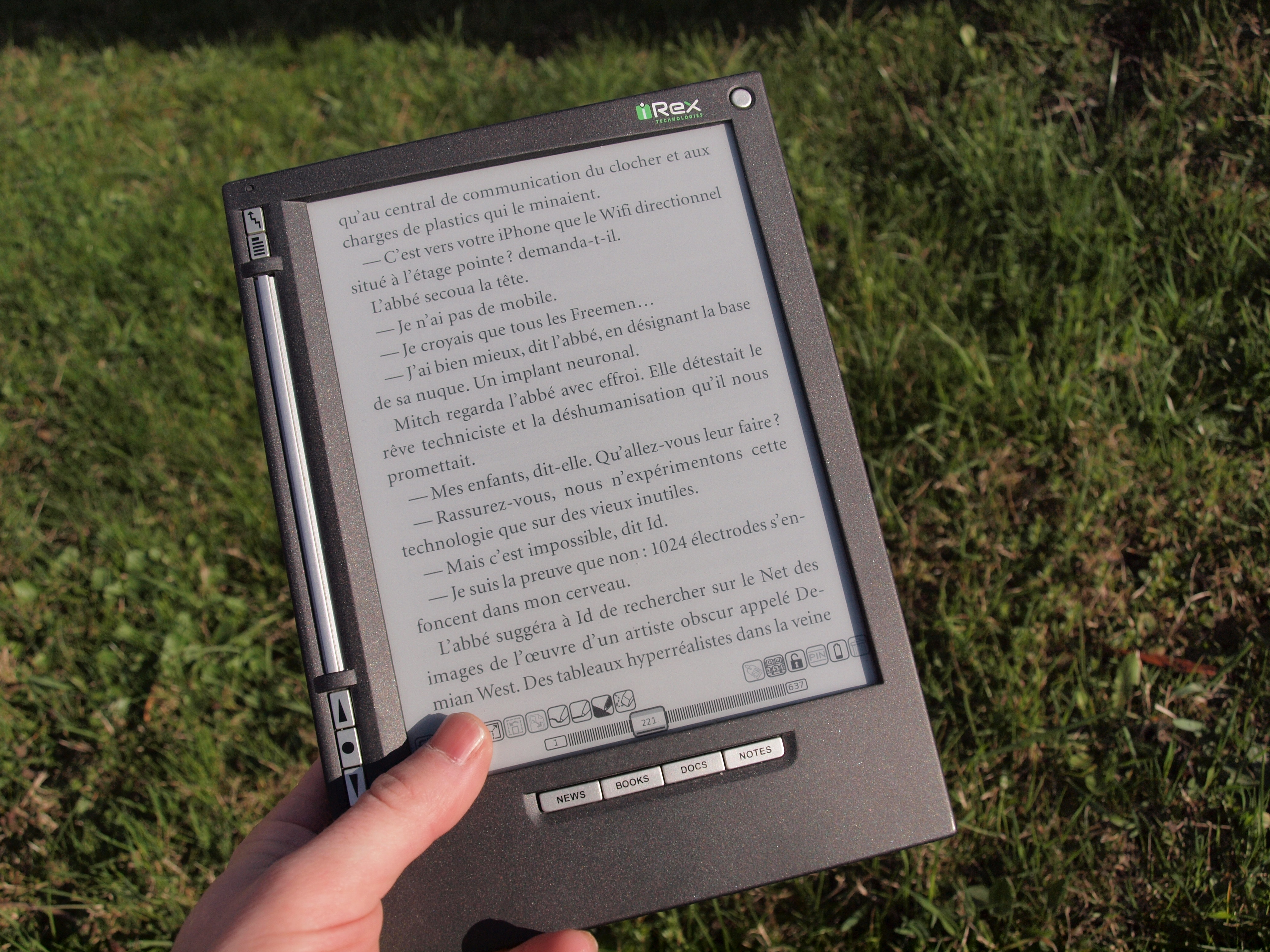
iLiad a la luz del sol

El iLiad es un lector de libros electrónicos desarrollado por la empresa holandesa iRex Technologies, un spin-off de Philips, que lo distribuye por toda Europa. Lo habían anunciado inicialmente en diciembre de 2005, con un lanzamiento prevista para abril de 2006, pero se retrasó hasta julio, cuando comenzó a ser vendido como un producto beta. Fue lanzado al público en general a finales de julio de 2006, y desde entonces ha sido objeto de considerables revisiones de software. En España lo comercializa la empresa Leer-e desde octubre de 2006. En Francia lo hace 4Dconcept. El precio inicial es de 649 Euros, 699 dólares en Estados Unidos
La recepción inicial es favorable, llegando a compararle con el iPod. En Europa varios diarios se suman a la posibilidad de distribuirse directamente por el iRex Delivery Service (IDS). Un punto a su favor es que cuenta con la mayor pantalla de tinta electrónica del momento, y sólo será superado por otro producto de la casa, el iRex Digital Reader. Entra en competencia con los Sony Reader, Amazon Kindle y el Nook 1st Edition
El intento de distribución en Estados Unidos fracasa por la demora en su aprobación por la Federal Communications Commission, siendo esto una de las causas de que en junio de 2010 la empresa entre en quiebra. Se vuelve a relanzar en agosto como IRX Innovations que absorbe trabajadores y patentes, pero cambia su orientación de mercado. Con la quiebra desaparece el soporte y el IDS.

## Detalles Técnicos
- CPU: Intel XScale a 400 MHz
- RAM: 64 Megabytes
- Flash RAM:
  - 256 MB de memoria flash interna (128 para el usuario, 128 reservados para el sistema)
  - Externa en tarjetas CompactFlash Type II y Multi Media Card
- Pantalla táctil: 8,1 pulgadas (205,74 mm) Vizplex E Ink fabricada por E Ink Corporation con una resolución de 768 x 1024 píxels (160dpi), 16 niveles de gris. Por debajo hay una tableta digitalizadora de Wacom que se encarga de la parte táctil, requiriendo de un stylus especial (puede usarse el de una tableta digitalizadora Wacom en caso de pérdida).
- Carcasa: de 155 milímetros (6,10 plg) H x 217 milímetros (8,54 plg) W x 16 milímetros (0,63 plg) D (el tamaño de un documento DIN A5) en plástico negro. Tiene una forma rectangular con el lado derecho ligeramente más alto. En esa esquina se sitúa el botón de conexión. En el lateral izquierdo hay una columna de teclas: ↑, configuración del iLiad, una barra de desplazamiento (se pagina en la dirección en que se gira), anterior,  confirmar,  siguiente, y el hueco para la cinta de sujeción. En el centro se sitúa la pantalla de tinta electrónica y bajo ella cuatro teclas de archivo: NEWS, BOOKS, DOCS y NOTES. En la parte inferior el minijack de auriculares, el conector de adaptadores y la pestaña deslizante On/Off. En la parte superior se encuentran las ranuras de CompactFlash Type II y Multi Media Card, el alojamiento del stylus y el conector USB tipo A para pendrives. En la trasera, en lo alto de un hueco con forma de U invertida, el pulsador de RESET. Tiene un peso de 390 gramos (13,76 oz) (v1) o 450 gramos (15,87 oz) (v2)
- Sistema operativo: Linux kernel 2.4
- Alimentación: dos baterías de polímero de litio con una capacidad de unos 1100 mAh situadas una a cada lado de la U trasera. En la v1 son del modelo ATL 513475. Varios usuarios descontentos con la autonomía proporcionada las han sustituido por 2 de 1800 mAh[4] e incluso por 2 de 2800 mAh.[5] La fuente de alimentación externa oficial tiene una entrada AC 100-240 Voltios 400 mA y una salida DC de 12 Voltios y 1,2 Amperios máx, con conector de barrilete  positivo centro negativo fuera. Pero en el manual indica que se puede usar cualquier adaptador DC de calidad con un voltaje de salida comprendido entre 10 y 18 V y 12 vatios.
- Entrada/Salida:
  - Ranura CompactFlash Type II hasta 32 GB, incluyendo Microdrive
  - Ranura Multi Media Card con soporte de Secure Digital hasta 1 GB. Las tarjetas SD deben cumplir la especificación 1.0
  - Minijack de audio stereo de 3,5 mm
  - Puerto USB tipo A para almacenamiento externo, permite la conexión de pendrives (no debe usarse con cables USB)
  - Conector de adaptadores. Con el equipo se entrega un Adaptador de viaje que incorpora el conector de barrilete de la fuente de alimentación, un puerto USB tipo B (para conectar el equipo a un ordenador) y un puerto de red RJ-45 Fast Ethernet 10/100
  - Red inalámbrica Wi-Fi 802.11g (menos en el Book Edition

## Formatos soportados
El iLiad con el Firmware de la v2 es capaz de mostrar documentos creados en formato PDF (sin DRM), HTML/XHTML (solo Latin-1), TXT (solo ASCII) y Mobipocket (con y sin DRM).
Instalando ILiad FBReader se extiende el soporte a EPUB sin DRM, FB2, CHM (sin soporte de tablas), Palmdoc (aportis doc), Rich Text Format (sin tablas ni estilos), etc.

## Funciones avanzadas
El iLiad presenta la función Scribble que permite tomar notas y dihujos a mano alzada sobre archivos PDF, JPG, BMP y PNG mediante el stylus. Una vez guardadas las modificaciones se crean dos archivos: uno en formato PNG con los cambios visuales y otro en formato IRX para ser tratado con MyScript Notes en un PC. En el caso del PDF esas anotaciones solo son visibles en el iLiad.
El iLiad Companion Software es un paquete de soft adicional para PC que permite comunicarse con el PC, realizar copias de seguridad del equipo, genera un PDF nuevo a partir de un PDF anotado y su IRX o generan un PDF uniendo notas, IRX o imágenes. También permite imprimir el portapaeles de Windows en un formato legible por el iLiad

## Desarrollo de terceros
Debido a su sistema operativo Linux abierto, el iLiad es capaz de ejecutar aplicaciones de terceros creados para ello. Los desarrolladores y usuarios que deseen crear o ejecutar aplicaciones de terceros pueden solicitar acceso a la shell desde el fabricante. Una vez registrados en IREX (MyIrex) es posible descargar un paquete de acceso a la shell con lo que se permite la instalación de software de terceros.
Los desarrolladores han sido capaces de mejorar la funcionalidad del dispositivo con lectores de eBooks como FBReader, y programas como AbiWord y StarDict. La lectura de PDF a pantalla completa está disponible con el lanzamiento de iPDF, soprtado por la comunidad. Los programas de ocio, incluyendo reproductor de MP3, sudoku, y calendarios, crecieron rápidamente. Usuarios independientes también han informado de portabilidad con éxito de los navegadores web para móviles a la plataforma Linux de iLiad, aunque con funcionalidad limitada y muchos errores.
iRex como empresa ha tenido una relación tibia con sus desarrolladores Open Source. La mayoría de las quejas sobre iRex se centran alrededor de la velocidad de liberación del SDK y otra información. Tienen, sin embargo, una relación muy próxima en algunos proyectos y algunos de los cambios que la comunidad ha hecho se han integrado de nuevo en la distribución de software de la compañía, tal vez el más notable es el de la calibración del stylus, un proyecto de desarrollo externo dirigido por Jay Kuri y publicado como parte de la distribución principal a principios de 2008.
Esto creó una comunidad de desarrolladores para el iLiad. Todos los desarrollos en su día centralizados en openiliad.com se transfirieron en 2010 a MobileRead.

## Versión 2
En septiembre de 2007, se lanza la ER0150 llamado "iLiad 2nd Edition" que es básicamente una revisión de hardware. La actualización incluye:
- Backplane Rediseñado
- Aumento de la capacidad de la batería
- Versión de software 2.11
- El adaptador de viaje se reduce considerablemente
- Incluye funda

El software 2.11, que contiene la calibración de stylus, mejora en la duración de la batería, y otras cosas, también está disponible para los iLiad de primera generación.

## Book Edition
El 9 de mayo de 2008 se pone a la venta una nueva versión del iLiad llamada Book Edition (ER0141), a un precio de 550 Euros. Esta nueva versión tiene las mismas características que el v2 salvo por dos detalles.
- El color de la carcasa es plata
- Carece de Wi-Fi.

Se entrega con 50 obras clásicas de Jules Verne, Charles Dickens, Lewis Carroll y Leo Tolstoy.

## iRex Delivery Service
Las actualizaciones de software para el iLiad se entregan a través del iRex Delivery Service (IDS). Además, algunos proveedores de contenido hacen uso de este servicio. Así Les Échos ofrece en el lanzamiento de su suscripción electrónica el  Ganaxa GeR2o el iLiad como alternativas hardware. El holandés NRC Handelsblad realiza una oferta similar para el iLiad y el iRex Digital Reader 1000S que todavía puede localizarse pese al que el diario redirige el acceso a las modernas ediciones.
Para descargar estos archivos había que conectarse a Internet con las credenciales de registro en el servicio. El iLiad se conectaba mediante la página MyIrex en el sitio web de iRex Technologies y se identificaba mediante la MAC address con que se había registrado. Desde 2010 ya no está disponible.
La conexión a Internet sólo funciona como conexión directa por red cableada o Wi-Fi a un Router, no soportando la conexión a través de un ordenador, teléfono móvil o PDA (no es compatible con redes ad hoc)
El iLiad no soporta conexiones a través de puntos de acceso (en estaciones, hoteles, restaurantes, etc.) donde se debe iniciar la sesión con un navegador para visualizar un nombre de usuario y contraseña. iRex Technologies no proporciona ninguna aplicación que puede imitar este requerimiento.
Con las redes corporativas también surgen problemas porque generalmente requieren que el usuario se identifique, y el iLiad no soporta los protocolos de seguridad como 802.1X.